# 2e régiment de cavalerie (Italie)
Pour les articles homonymes, voir 2e régiment et Régiment de Piémont.
Le 2e régiment de cavalerie (en italien : 2o Reggimento « Piemonte Cavalleria ») est l'un des plus ancien régiment.

## Historique
Créé le 23 juillet 1692 par Victor-Amédée II de Savoie, le 2e régiment de cavalerie dépend de la brigade alpine « Julia ».

## En images

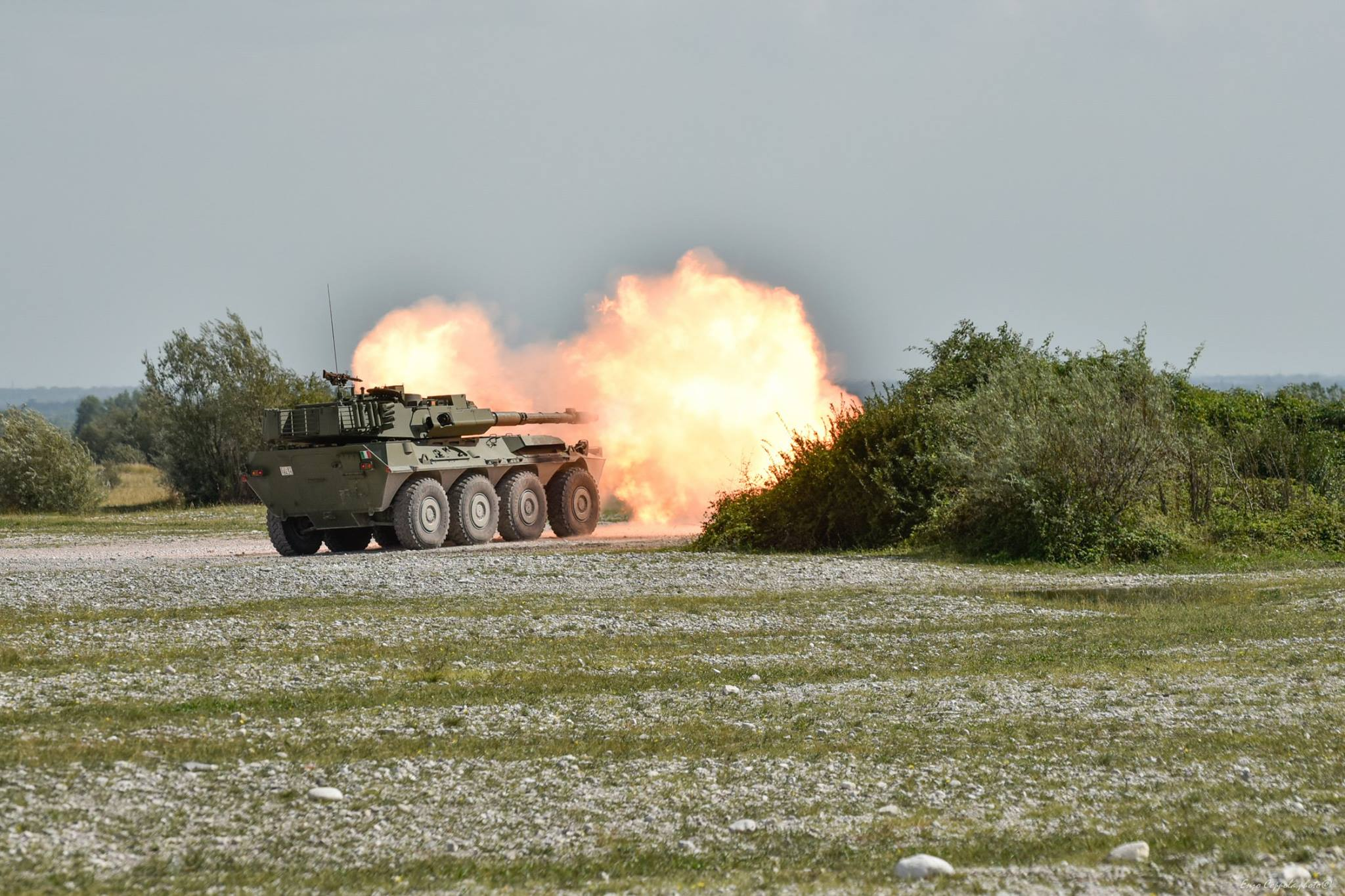
Équipé de Centauro
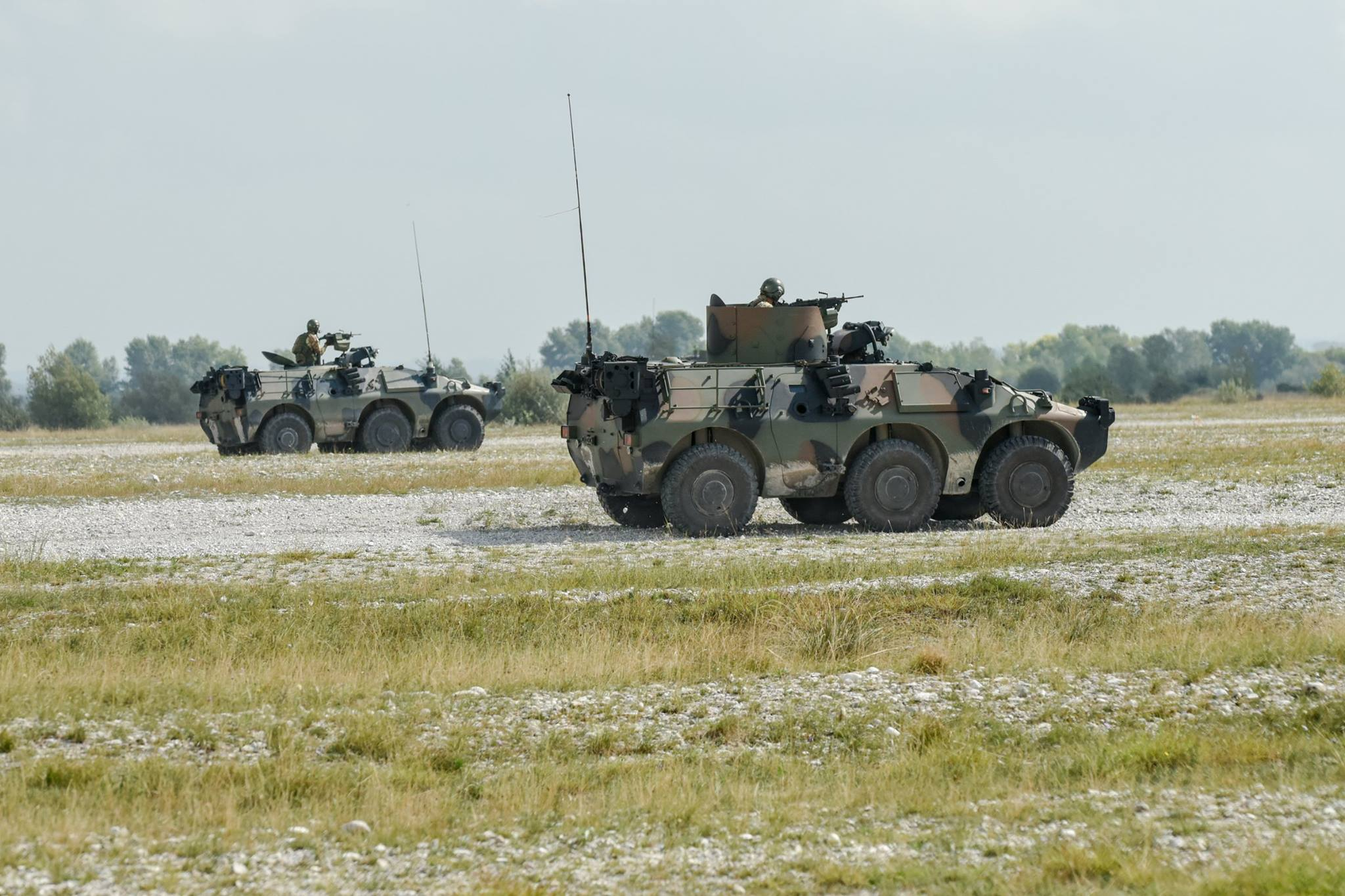
et de Puma.